# Bafi
Bafi (en llatí Baphius, en grec Βάφιος) fou un comentarista grec de l'època romana d'Orient de la Basilica, una obra jurídica recopilada Lleó VI el Filòsof que incorporava un gran nombre de lleis i constitucions (codis) anteriors.
Probablement va viure al segle x o al segle xi. Suárez pensa que Bafi no era el seu nom propi sinó un malnom (es pot pensar que prové de Βαφεύς, 'tintorer') que feia referència al fet d'haver anotat les Rúbriques del text, però Bach refusa aquesta opinió. Tigerstrom l'anomena Salomó Bafi, però això és un error, ja que quan s'esmenten els dos noms a la font original, Salomó, un dels escoliastes està separat per una coma del nom de Bafi.